# Mrkopalj
Mrkopalj je općina u zapadnoj Hrvatskoj. Nalazi se u Primorsko-goranskoj županiji.

## Zemljopis
Mrkopalj je planinska općina na zapadnim obroncima Velike Kapele u Gorskom kotaru uz autocestu Zagreb-Rijeka. Nalazi se na zapadnom dijelu krškog Mrkopaljskog polja koje je okruženo planinama.
U sastavu općine Mrkopalj nalazi se sedam naselja: Mrkopalj, Sunger, Brestova Draga, Begovo Razdolje, Tuk Mrkopaljski, Tuk Vojni i Bukovac Sungerski.
Najviše naselje u Hrvatskoj Begovo Razdolje smješteno na 1078 metara nadmorske visine nalazi se na području općine Mrkoplja.
Planine:
- Bjelolasica (1534 mnm) – najviša planina Gorskog kotara s vrhom Kula
- Burni bitoraj (1386 mnm)
- Bijele stijene (1335 mnm) – strogi rezervat
- Samarske stijene (1302 mnm) – strogi rezervat
- Maj (1269 mnm)
- Čelimbaša (1085 mnm) – skijalište
- Lisina (1030 mnm)

Nedaleko Mrkoplja, u Mrzloj dragi, nalazi se Pilarova ledenica, nazvana po hrvatskom geologu Đuri Pilaru. U dubljim djelovima ledenice led se zadržava cijele godine. Uz Pilarovu ledenicu u Mrzloj dragi se nalazi i Mala ledenica, te u Crnoj kosi još jedna.

## Stanovništvo
Broj stanovnika stalno se smanjuje.
Nacionalni sastav je homogen, Hrvati čine 98% stanovništva.
| broj stanovnika | 3427  | 3321  | 3607  | 3637  | 3790  | 3583  | 2931  | 3168  | 3007  | 3046  | 2650  | 2352  | 2002  | 1823  | 1407  | 1214  | 924   |
|                 | 1857. | 1869. | 1880. | 1890. | 1900. | 1910. | 1921. | 1931. | 1948. | 1953. | 1961. | 1971. | 1981. | 1991. | 2001. | 2011. | 2021. |

| broj stanovnika | 2065  | 1909  | 2063  | 2052  | 2030  | 2001  | 1631  | 1732  | 1700  | 1823  | 1590  | 1450  | 1222  | 1196  | 923   | 755   | 557   |
|                 | 1857. | 1869. | 1880. | 1890. | 1900. | 1910. | 1921. | 1931. | 1948. | 1953. | 1961. | 1971. | 1981. | 1991. | 2001. | 2011. | 2021. |

## Povijest
Mrkopalj se prvi put spominje 12. ožujka 1477. godine, kada je Martin Frankopan neke posjede dodijelio Mikulici, sinu Damjana Drozgometskog. 
Na uzvisini Fortica pronađeni su arheološki ostaci srednjovjekovne crkvice iz XI. ili XII. stoljeća, i to crkvica kakve su podizali Frankopani za svoje kmetove. 
Od 1732. godine kroz Mrkopalj prolazi Karolinska cesta, a u Brestovoj Dragi nalaze se ostaci potpora za most (stupovi, upornjaci) nazvani Fajeri, što je u ono vrijeme bio jedinstven primjer gradnje u svijetu.

## Gospodarstvo
Planinski turizam je osnovna gospodarska grana.

## Poznate osobe
- Jakov Fak – osvajač brončanih medalja u biatlonu na SP i ZOI
- Ivan Starčević – senjsko-modruški biskup
- Nada Birko Kustec – športašica (skijaško trčanje), prva hrvatska olimpijka
- Eduard Radošević – stomatolog, 1922. na zagrebačkom Medicinskom fakultetu je utemeljio katedru za stomatologiju i stomatološku kliniku
- Josip Benac – svećenik i hrvatski pjesnik
- Leona Popović – alpska skijašica iz Sungera
- Josip Radošević - šumarski stručnjak
- Franjo Starčević - pedagog, humanist

## Spomenici i znamenitosti
- Župna crkva BDM Žalosne u Mrkoplju[5]

- Kip BDM Lurdske u Mrkoplju, na mjestu nekadašnje župne crkve sv. Filipa, srušene 1944. godine

- Kapela BDM Lurdske u Begovom Razdolju
- Kapela sv. Stjepana Kralja u Starom Lazu
- Kapela sv. Ćirila i Metoda u Sungeru

## Obrazovanje
Na području općine Mrkopalj postoji osnovna škola Mrkopalj s 8 razrednih odjeljenja.

## Kultura
- Zbor župe BDM Žalosne
- KUD Sungerski lug

## Šport
- NK Mrkopalj
- SD Bjelolasica

Godine 1913. u Mrkoplju je organiziran prvi tečaj skijanja u Hrvatskoj.
Godine 1934. u Mrkoplju je sagrađena prva skijaška skakaonica u Hrvatskoj. Održano je i prvo službeno natjecanje u skijaškim skokovima u Hrvatskoj na kojem je Norvežan Jahr oborio dotadašnji svjetski rekord.
Godine 1965. na Čelimbaši je izgrađena vučnica.

## Vanjske poveznice
- Službena stranica Općine Mrkopalj